# John Barry
John Barry (York, Yorkshire; 3 de noviembre de 1933-Oyster Bay, Nueva York; 30 de enero de 2011) fue un compositor británico de música de cine y televisión. Ganador de cinco Premios Óscar. Se le concedió la Orden del Imperio Británico. 

## Biografía
Nació en York, Yorkshire, Gran Bretaña el 3 de noviembre de 1933. Su nombre completo era John Barry Prendergast, y era hijo de padre irlandés y madre inglesa. Su madre era pianista clásica y su padre, natural de Cork y que había sido proyeccionista de cine mudo, fue después propietario de varios cines por el norte de Inglaterra. Debido a ello, el joven John creció influido por las películas que veía, como declararía después. Asistió al St Peter's School en York y también recibió clases de composición de Francis Jackson, organista de la Catedral de York.
El jazz influyó en sus primeras composiciones y se refleja perfectamente también en la música interpretada por su primer grupo, The John Barry Seven.
La familia de Barry ha estado involucrada en el negocio del cine, pero fue durante su Servicio Nacional en el ejército británico que empezó a desempeñarse como músico (tocando la trompeta), después de tomar un curso por correspondencia (con el compositor de Jazz, Bill Russo) y trabajar como arreglista para varias de las bandas musicales de aquel entonces, cuando formó su propio grupo, The John Barry Seven; fue ahí en donde conoció al compositor Adam Faith, y junto a ellos compuso canciones y piezas para varias películas.
Estos logros captaron la atención de los productores de la película Dr. No, Albert R. Broccoli y Harry Saltzman quienes mostraban un disgusto por la partitura escrita por el compositor Monty Norman, razón por la cual encomendaron a Barry componer el resto de la partitura de la cinta, aparte de arreglar y hacerle modificaciones importantes al tema principal, lo cual resultaría en la creación del tema de James Bond.
Es normalmente conocido por tener un estilo que se basa en el extensivo uso de los instrumentos de viento y metal y en las cuerdas exóticas, a la par de ser un músico innovador, siendo de los primeros en utilizar sintetizadores en una partitura para el cine (Al servicio secreto de Su Majestad) (On Her Majesty's Secret Service).
La orquestación de Barry combina la sección de las trompetas con la de las cuerdas creando un sonido fácilmente reconocible. Su música, normalmente, realza la respuesta del público hacia una película como más notablemente se puede ver en Midnight Cowboy, Out of Africa y Dances with Wolves.
No solo compuso música para el cine, ya que su colaboración con la televisión ha sido enorme, tanto en películas de cine como en series televisivas. Una de estas es el tema que creó para la serie de televisión Dos tipos audaces (The Persuaders!) en la cual la canción se caracterizó por el uso del sintetizador Moog.
Suya es también la música para varios musicales, entre los que se encuentra el exitoso West End, The Little Prince and The Aviator y Lolita, My Love, todos ellos teniendo a Alan Jay Lerner como letrista.
Durante 2006 fue el productor ejecutivo del disco Here's to the Heroes del grupo australiano The Ten Tenors. El álbum presenta varias canciones escritas en colaboración con su letrista habitual y amigo Don Black.
John Barry fue incluido en 1998 en el Songwriters Hall of Fame.
De siete candidaturas a los Óscar, ha ganado cinco estatuillas: Born Free (1966), por la que ganó el premio en las categorías de Mejor banda sonora y Mejor canción; El león en invierno (1968); Out of Africa (1985) y Dances with Wolves (1990).
John Barry murió de un ataque al corazón el 30 de enero de 2011, a la edad de setenta y siete años.

## Familia
John Barry vivió en su natal Inglaterra hasta la década de 1970. Pasó un tiempo en España por cuestiones de impuestos, pero finalmente se estableció en Estados Unidos, en Oyster Bay, a las afueras de Nueva York.
Sufrió en 1988 una ruptura en el esófago que le dejó expuesto a una neumonía y le alejó momentáneamente de la composición. Volvió los años siguientes con el éxito acostumbrado ganando nuevamente un Óscar (1990) con la banda sonora para Dances with Wolves interpretada por Kevin Costner y con el tema para Chaplin al cual fue nominado (1992) para la estatuilla.
Declaró años después que las películas de los últimos tiempos no merecían su música y por ello dejó de componer nuevas bandas sonoras. 
Se casó cuatro veces, sus tres primeros matrimonios terminaron en divorcio, Barbara Pickard (1969-1971), Jane Birkin (1965-1968). 
Contrajo matrimonio con su última esposa, Laurie Barry, el 3 de enero de 1978.
Tuvo tres hijos, pertenecientes a su primer, segundo y cuarto matrimonio, respectivamente.
En la ceremonia de clausura de los Juegos Olímpicos de Londres 2012 en la que se reconocieron con imágenes y sonido a grandes músicos populares británicos, como Los Beatles, Bee Gees, Queen, etc, dieron a John Barry el momento más importante del evento, en el que al apagarse la llama olímpica se hizo con el fondo musical de una de sus más recordadas obras, la melodía de la película Dances with Wolves.

## James Bond
Se le identifica por ser el músico que acompañaba las películas de James Bond, aunque en las últimas películas de la serie David Arnold se ha encargado de escribir la música del 007 por recomendación del mismo Barry.
Después del éxito de Dr. No, Barry volvería para componer la música de once de las siguientes catorce películas de James Bond.
Durante su estancia en la serie Barry le dio a la misma un sonido muy característico basado en arreglos jazzísticos, la utilización de los instrumentos de viento-metal en las escenas de acción y un cierto toque de sensualidad, siendo la película Goldfinger la primera de la serie en la que hace aparición el llamado "sonido Bond".
Para Desde Rusia con amor creó un tema insignia para Bond, alternativo al famoso tema de James Bond llamado "007" y que repetiría en Operación Trueno, Sólo se vive dos veces, Diamonds Are Forever y Moonraker.
Paralelamente a su maduración como compositor, en la música de las películas de 007 se concentró más en las melodías exóticas y en el aspecto sinfónico dejando un poco de lado el uso de los metales, como se puede ver en las bandas sonoras de Moonraker y Octopussy. La cronología de su aportación a la serie es la siguiente:
- 1962 - Agente 007 contra el Dr. No (solo tema principal, no acreditado)
- 1963 - Desde Rusia con amor
- 1964 - Goldfinger
- 1965 - Thunderball
- 1967 - Sólo se vive dos veces
- 1969 - On Her Majesty's Secret Service
- 1971 - Diamonds Are Forever
- 1974 - The Man with the Golden Gun
- 1979 - Moonraker
- 1983 - Octopussy
- 1985 - A View to a Kill
- 1987 - The Living Daylights

## Filmografía (incompleta)
- 1959 - Beat girl
- 1960 - Hasta el último aliento
- 1962 - La habitación en forma de L
- 1964 - Plan siniestro
- 1964 - Zulú[2]
- 1964 - Entre dos fuegos
- 1964 - The Knack and How to Get It
- 1965 - The Ipcress File
- 1965 - El aventurero de Kenya
- 1965 - Cuatro de la madrugada
- 1965 - King Rat
- 1965 - Prométele cualquier cosa
- 1966 - La caja de las sorpresas
- 1966 - La jauría humana
- 1966 - Born Free (Óscar a la mejor banda sonora original y a la Mejor canción)[4]
- 1966 - The Quiller Memorandum (Conspiración en Berlín)
- 1968 - Petulia
- 1968 - Angustia mortal
- 1968 - El león en invierno (Óscar a la mejor banda sonora original)
- 1968 - La mujer maldita
- 1969 - Midnight Cowboy
- 1969 - Una cita
- 1970 - El último valle
- 1970 - Monte Walsh
- 1970 - Más allá de...
- 1970 - La guerra de Murphy
- 1971 - María, reina de Escocia (nominado al Óscar)
- 1971 - Walkabout
- 1971 - El detective y la doctora
- 1972 - Casa de muñecas
- 1972 - Las aventuras de Alícia
- 1973 - El zoo de cristal
- 1973 - Amor entre las ruinas
- 1974 - La paloma
- 1974 - La semilla del tamarindo
- 1974 - Como plaga de langosta
- 1976 - Robin y Marian
- 1976 - King Kong
- 1977 - El desafío del búfalo blanco
- 1977 - Betsy: la saga de los Hardeman
- 1977 - Abismo
- 1977 - Primer amor
- 1978 - Juego con la muerte
- 1978 - Star Crash, choque de galaxias
- 1978 - El trigo está verde
- 1979 - La calle del adiós
- 1979 - Juegos de noche íntimos
- 1979 - El abismo negro
- 1980 - Rescaten el Titanic
- 1980 - Max's Bar
- 1980 - Pide al tiempo que vuelva
- 1981 - El Llanero Solitario // La leyenda del Llanero Solitario
- 1981 - Fuego en el cuerpo
- 1981 - Llamada mortal
- 1982 - El hombre de Chinatown
- 1982 - Frances
- 1982 - La foca dorada
- 1983 - La gran ruta hacia China
- 1984 - El asesinato de Mike
- 1984 - Cotton Club
- 1984 - Un amante francés
- 1985 - Al filo de la sospecha
- 1985 - Out of Africa (Óscar a la mejor banda sonora original)[2]
- 1986 - Peggy Sue Got Married
- 1986 - Llega un desconocido
- 1986 - The Golden Child
- 1986 - Howard the Duck
- 1987 - Corazones de fuego
- 1987 - Mascarada para un crimen
- 1990 - Dances with Wolves (Óscar a la mejor banda sonora original)
- 1992 - Chaplin (nominado al Óscar)
- 1992 - Ruby Cairo
- 1993 - Una proposición indecente
- 1994 - Mi vida
- 1994 - El especialista
- 1995 - La letra escarlata
- 1996 - Llanto por la tierra amada
- 1997 - El hombre que vino del mar
- 1998 - Al rojo vivo
- 1999 - Jugando con el corazón
- 2001 - Enigma

## Temas para televisión
- The Adventurer
- Eleanor and Franklin
- The Newcomers
- The Persuaders!
- Vendetta

## Otros trabajos
- The Americans
- The Beyondness of Things
- Eternal Echoes

## Premios
Premios Óscar
| Año  | Categoría                             | Película             | Resultado |
| ---- | ------------------------------------- | -------------------- | --------- |
| 1967 | Mejor Banda Sonora                    | Born Free            | Ganador   |
| 1967 | Mejor Canción                         | Born Free            | Ganador   |
| 1969 | Mejor Banda Sonora - No musical       | El león en invierno  | Ganador   |
| 1972 | Mejor banda sonora dramática original | Mary, Queen of Scots | Nominado  |
| 1986 | Mejor Banda Sonora                    | Out of Africa        | Ganador   |
| 1991 | Mejor Banda Sonora                    | Dances with Wolves   | Ganador   |
| 1993 | Mejor Banda Sonora                    | Chaplin              | Nominado  |

Globos de Oro
| Año  | Categoría          | Película                | Resultado |
| ---- | ------------------ | ----------------------- | --------- |
| 1966 | Mejor Canción      | Born Free               | Candidato |
| 1969 | Mejor Banda Sonora | El león en invierno     | Candidato |
| 1971 | Mejor Banda Sonora | María, reina de Escocia | Candidato |
| 1974 | Mejor Canción      | La paloma               | Candidato |
| 1977 | Mejor Canción      | Abismo                  | Candidato |
| 1980 | Mejor Banda Sonora | Somewhere in Time       | Candidato |
| 1985 | Mejor Banda Sonora | Out of Africa           | Ganador   |
| 1985 | Mejor Canción      | A View to a Kill        | Candidato |
| 1990 | Mejor Banda Sonora | Dances with Wolves      | Candidato |
| 1992 | Mejor Banda Sonora | Chaplin                 | Candidato |